# Byram (Missisipi)
Byram – miasto w Stanach Zjednoczonych, w stanie Missisipi, w hrabstwie Hinds.